# Cratere Bailly

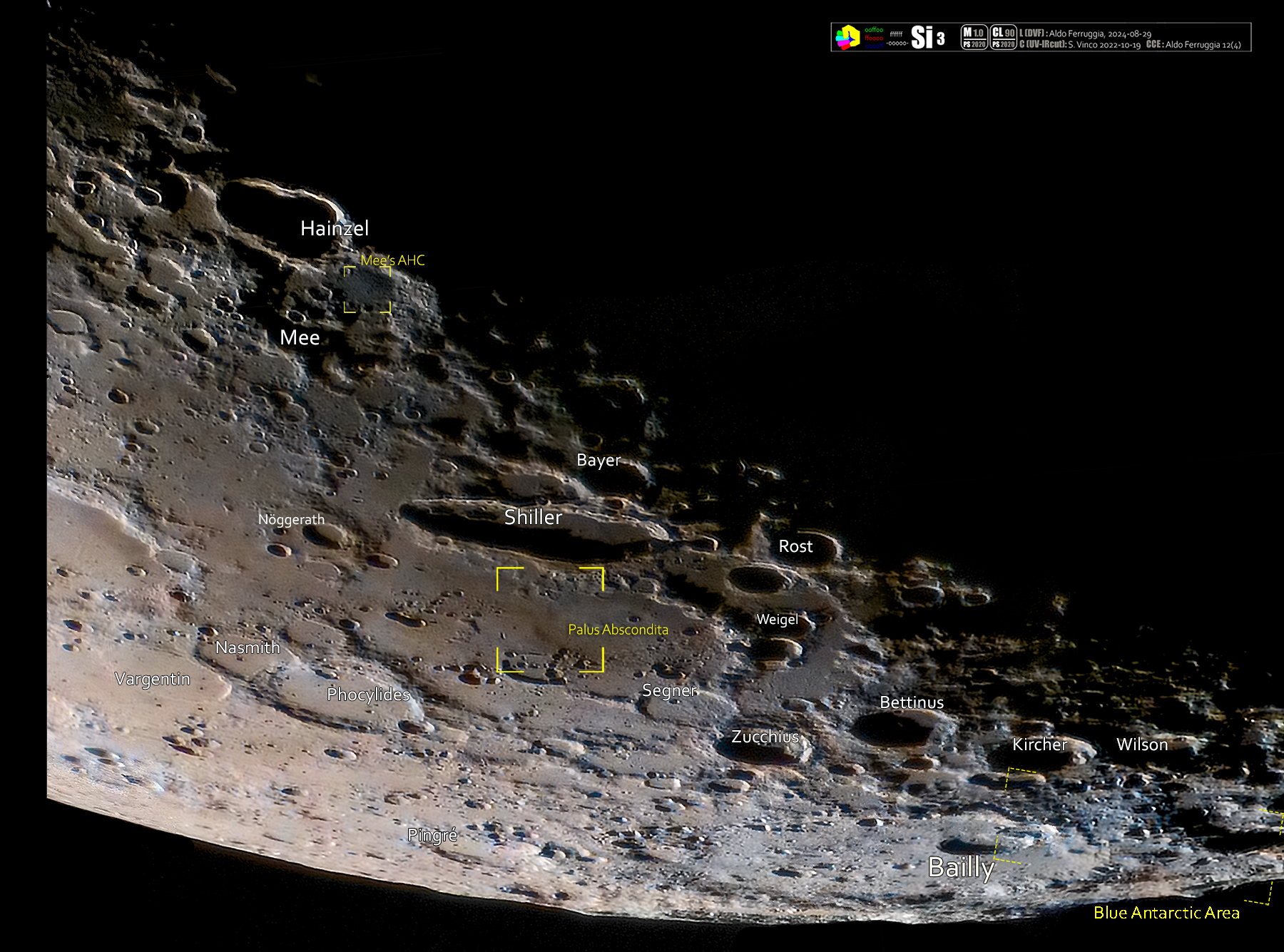
Area del cratere(in basso) in immagine selenocromatica (Si) comn alcuni reperi. Vedi anche:

Bailly è un cratere meteoritico lunare, che si trova sulla faccia visibile della Luna nel suo bordo sud-occidentale.
Il nome fu ufficialmente adottato dall'Unione Astronomica Internazionale nel 1935 e fu intitolato all'astronomo e rivoluzionario francese Jean Sylvain Bailly (1736-1793). Il cratere fu osservato per la prima volta nel 1791.

## Descrizione

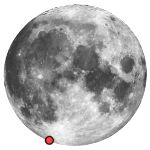
La posizione del cratere Bailly.

Con un diametro medio di 287 km (che raggiunge un massimo di 303 km) Bailly è il cratere più largo della faccia visibile della Luna, grande all'incirca quanto un piccolo mare lunare. È profondo circa 4300 m e si trova a nord del cratere Le Gentil e ad est del cratere Hausen. Più a ovest di Bailly ci sono i (non ufficialmente denominati) Montes Dörfel.
L'angolo di visione molto obliquo dà al cratere un aspetto ovale, di scorcio, e la posizione nelle vicinanze del bordo lunare può limitarne la visibilità a causa della librazione. Il momento migliore per osservarlo è nei periodi di luna piena quando il terminatore attraversa la parete del cratere.
Il fondo irregolare del cratere Bailly è rimasto libero dalle inondazioni di lava, ed è coperto da una moltitudine di creste e crateri. L'intero cratere è stato martoriato e logorato da piccoli crateri, mentre ci sono poche zone collinari. Le pareti esterne poi, sono erose e in alcuni punti addirittura rovinate da miriadi di impatti. Il bastione ad est, di tipo lineare, è interrotto infatti da numerosi crateri luminosi. A sud-est due circonvallazioni/pianure notevoli interferiscono con la sua continuità. A sud-ovest, invece, parecchie valli curve e parallele attraversano il suo confine. La parete ad ovest, che a un certo punto raggiunge un'altezza di oltre 4500 m, è terrazzata. Il piano sul lato occidentale comprende varie pianure ad anello (alcune delle quali sono di un tipo abbastanza anomalo), molte creste e due delicate linee scure, che si attraversano l'un l'altra verso il limite a sud, e probabilmente rappresentano delle fessure.
Ad oggi è impossibile comprendere se il cratere Bailly abbia mai posseduto un picco centrale. A causa della sua attuale condizione, gli osservatori hanno definito il suo caratteristico aspetto come un «campo di rovine».
A causa delle dimensioni e dello stato usurato del cratere, si è stimato che la sua età possa essere maggiore di 3 miliardi di anni e che apparterrebbe probabilmente, nella scala dei tempi geologici lunari, al periodo nettariano.

## Crateri correlati
Alcuni crateri minori situati in prossimità di Bailly sono convenzionalmente identificati, sulle mappe lunari, attraverso una lettera associata al nome.

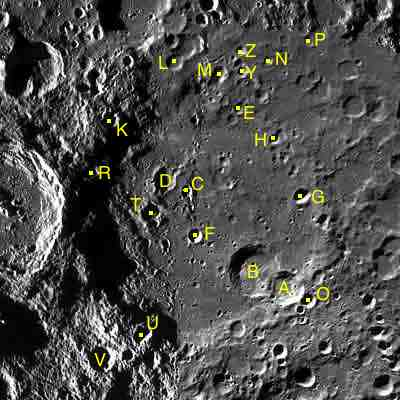
Mappa dei crateri satelliti.

Nella zona sud-orientale del cratere si trovano i due più importanti e grandi crateri satelliti dell'area, Bailly A e Bailly B (il più grande dei due). Questi crateri si sovrappongono e una parte di Bailly A giace attraverso il bordo della parete montuosa di Bailly B.
Il cratere Bailly B, sulla superficie del cratere Bailly, fu chiamato Bartolus da Giovanni Battista Riccioli. Inoltre gli astronomi Patrick Moore e Hugh Percy Wilkins lo chiamarono Hare (con riferimento a E. E. Hare, un astronomo statunitense). L'UAI non ha accettato però nessuna delle due nomenclature.
| Bailly | Coordinate            | Diametro (in km) |
| ------ | --------------------- | ---------------- |
| A      | 69°16′48″S 59°34′12″W | 42,68            |
| B      | 68°44′24″S 63°15′00″W | 62,21            |
| C      | 65°47′24″S 70°20′24″W | 19,29            |
| D      | 65°15′00″S 72°22′48″W | 26,62            |
| E      | 62°27′S 65°45′W       | 16,42            |
| F      | 67°27′36″S 69°35′24″W | 16,84            |
| G      | 65°37′48″S 59°28′12″W | 18,72            |
| H      | 63°34′12″S 62°35′24″W | 12,93            |
| K      | 62°43′48″S 76°42′36″W | 18,55            |
| L      | 60°42′36″S 71°07′48″W | 21,27            |
| M      | 61°09′36″S 67°30′36″W | 20,19            |
| N      | 60°31′48″S 63°40′48″W | 10,96            |
| O      | 69°35′24″S 56°55′12″W | 18,72            |
| P      | 59°34′12″S 60°40′12″W | 14,38            |
| R      | 64°39′36″S 79°10′48″W | 17,14            |
| T      | 66°29′24″S 73°49′48″W | 19,42            |
| U      | 71°14′24″S 76°01′48″W | 23,97            |
| V      | 71°54′36″S 81°27′00″W | 32,15            |
| Y      | 61°02′24″S 65°36′00″W | 14,26            |
| Z      | 60°13′12″S 65°51′36″W | 13,49            |

## Nomenclatura
Il nome del cratere onora la memoria di Jean Sylvain Bailly, matematico, astronomo e politico francese del XVIII secolo, uno dei leader della prima parte della Rivoluzione francese. Bailly ottenne un'ampia reputazione letteraria nel corso della sua vita e scrisse numerosi saggi sulla storia dell'astronomia.
Il cratere Bailly B, sulla superficie del cratere Bailly, fu chiamato Bartolus da Giovanni Battista Riccioli (1598-1671). Inoltre gli astronomi Patrick Moore e Hugh Percy Wilkins lo chiamarono Hare (E. E. Hare era, all'epoca, un contemporaneo astronomo americano). L'UAI non ha accettato però nessuna delle due nomenclature.